# Amma Darko
Amma Darko (Koforidua, Gana, 1956.) afrička je spisateljica.
Studirala je na sveučilištu u Kumasiju, gdje je diplomirala 1980. godine. Radila je u Tehnološkom centru Sveučilišta. Od 1981. boravila je nekoliko godine u Njemačkoj. Sada živi u Accri.
Njezin prvi roman "Der verkaufte Traum" (hrvatski Rasprodani san) izdan je u Njemačkoj. Njezin roman "Faceless" (Bez lica, 2003.) bio je prvi koji je izdan u Gani. Poslije toga izašao je "Not without Flowers" (Ne bez cvijeća, 2006./2007.)

## Djela
- Das Hausmädchen. ISBN 3-89657-121-4 / The Housemaid, ISBN H-10-000014-7
- Der verkaufte Traum. Roman, ISBN 3-89657-140-0
- Spinnweben. Roman, ISBN 3-926369-17-5
- Verirrtes Herz. Roman, ISBN 3-89657-119-2
- Die Gesichtslosen (Faceless). Roman, ISBN 3-89657-126-5
- Das Lächeln der Nemesis (Not without Flowers),Roman, ISBN 3-89657-130-3
- Between Two Worlds. Roman, 2015, ISBN 978-9988647933
- The Necklace of Tales. Roman za mlade
- Das Halsband der Geschichten. (The Necklace of Tales, njemački prijevod), Roman za mlade, elbaol verlag hamburg, Meldorf 2019 ISBN 9783939771746

## Weblinks
- Službena stranica (njem.)(engl.)
- Die Muse kommt auch ins Steueramt, NZZ, 10. srpnja 2007. (njem.)